# Givova
Givova est un équipementier sportif italien. L'entreprise a été créée en 2008 à Scafati par Giovanni Acanfora.

## Équipementier officiel

### Comités olympiques
- Venezuela

### Basketball

#### Clubs
- Mens Sana Siena
- Azzurro Basket Napoli
- Battipagliese Basket
- Dike Basket Napoli
- Scafati Basket
- Basket Nord Barese
- Juvecaserta Basket
- Espoir BBC [1]
- Galatasaray S.K.
- Urunday Universitario

### Football

#### Équipes nationales
- Iraq
- Malte
- Venezuela

#### Ligues nationales
- Canadian Soccer League
- Championnat du Sénégal de football

#### Clubs
| - Apolonia - Delvina - Elbasani - Spartaku - Banfield (Depuis la saison 2019/20) - Club de Gimnasia y Esgrima La Plata (Depuis janvier 2023) - Gimnasia y Esgrima de Jujuy (Depuis la saison 2021) - Newell's Old Boys (Depuis la saison 2022) - Talleres de Córdoba (Depuis la saison 2019) - Balmain Tigers FC (Depuis la saison 2017) - FK Olimpic (Depuis la saison 2014/15) - FK Velež Mostar (Depuis la saison 2015/16) - Brasília Futebol Clube - Tombense Futebol Clube - Litex Lovech - Strumska Slava - FC Oshmyany - FC Naftan - Lautaro - APEP - Chalkanoras Idaliou - Nea Salamina (Depuis la saison 2016/17) - PAEEK FC - P.O. Xylotymbou - SK DFO Pardubice (Depuis la saison 2015/16) - Inter de Bayaguana - Foxton Football Club Reserves (Depuis la saison 2016/2017) - Hogweed Hares FC - Margate FC - Oxford Bierbarians - Hockering FC - Whey Beys - Gibraltar Scorpions FC - TuS 06 Roxheim - Panetolikos F.C. - AEL 1964 FC - Iraklis (Depuis la saison 2016/17) - Lombard-Pápa TFC (Depuis la saison 2014/15) - Nyíregyháza Spartacus FC - FC Veszprém - Pécsi MFC - Al-Shorta SC - Beitar Jérusalem (Depuis la saison 2016/17) - Bnei Sakhnin F.C. (Depuis la saison 2015/16) - Hapoel Acre F.C. (Depuis la saison 2016/17) - Hapoel Afula F.C. (Depuis la saison 2016/17) - Hapoel Nazareth Illit F.C. (Depuis la saison 2015/16) - Hapoel Jerusalem F.C. (Depuis la saison 2015/16) - Ironi Nesher F.C. (Depuis la saison 2016/17) - Hapoel Ra'anana A.F.C. (Depuis la saison 2018/19) - Albissola 2010 - U.S. Arzanese - Carpi (Depuis la saison 2015/16) - Cavese (Depuis la saison 2017/18) - Campobasso Calcio - Celano F.C. Marsica - AC Chievo Verona - Due Torri - Fidelis Andria (Depuis la saison 2016/17) - Fondi - S.S. Ischia Isolaverde - Juve Stabia (Depuis la saison 2019/20) - US Latina C. (Depuis la saison 2014/15) - Mantova F.C. | - Matera (Depuis la saison 2018/19) - Messina - Mezzolara - Paganese (Depuis la saison 2018/19) - Pro Patria - Rimini Football Club - U.S. Savoia 1908 - Scafatese - Taranto (Depuis la saison 2019/20) - Terracina - Torres (Male) - Al-Faisaly FC - Al-Ahli SC (Amman) - Al-Wehdat SC - Al Jahra SC (Depuis la saison 2014/15) - Al-Sulaibikhat SC (Depuis la saison 2015/16) - Al-Sahel SC (Depuis la saison 2015/16) - Qadsia SC (Depuis la saison 2015/16) - Burgan SC (Depuis la saison 2015/16) - FC Jūrmala - Tauras - FC Wiltz 71 - Gudja United F.C. - Senglea Athletic F.C. - Żurrieq F.C. - FK Lovćen (Depuis la saison 2014/15) - FK Mladost Podgorica (Depuis la saison 2014/15) - AS Magenta (Depuis la saison 2018/2019) - Fortuna Sittard - Akademija Pandev - FC Pelister - FK Lofoten (Depuis la saison 2017) - Leirsund A-Lag - Miedź Legnica - Atletico Clube de Portugal - Futebol Clube Goleganense - Al Shahania (Depuis la saison 2020/21) - Miroslava - NK Peca - NK Brežice - San Marino Calcio (Depuis la saison 2014/15) - S.S. Folgore Falciano Calcio (Depuis la saison 2014/15) - Pennarossa (Depuis la saison 2015–16) - Al-Batin F.C. - Al-Hilal Club (Oumdurman) - Gartcairn Maggie's (Depuis la saison 2015/16) - North Merchiston AFC (Depuis la saison 2015/16) - FK Car Konstantin - FK Mačva Šabac - FK Napredak Kruševac - Högsrums FF - CD Eldense (Depuis la saison 2015/16) - UP Langreo (Depuis la saison 2014/15) - Marbella (Depuis la saison 2015/16) - Unión Club Ceares - SV Robinhood - Newtown F.C. - Prestatyn Town FC (Depuis la saison 2019/20) - AS Vénus |

### Futsal

#### Clubs
| - Hogweed Hares FC since 2017 - Acireale Calcio a 5 - Catania F.C. Librino Calcio a 5 |

### Handball

#### Équipes nationales
| - Israël - Italie |

#### Clubs
- Dijon MH

- Belfort AUHB

### Équipes nationales
- Suisse

### Volleyball

#### Clubs
- Polisportiva Antares Sala Consilina
- Cuneo Granda Volley
- Olbia Volley
- ASD Volley Scafati
- Volley Tricolore Reggio Emilia
- C.D. Rio Duero de Soria (Since 2017/18 season)